# Селіванове
Селіва́нове —  село в Україні, в Устинівській селищній громаді Кропивницького району Кіровоградської області. Населення становить 55 осіб.

## Населення
Згідно з переписом УРСР 1989 року чисельність наявного населення села становила 46 осіб, з яких 21 чоловік та 25 жінок.
За переписом населення України 2001 року в селі мешкало 55 осіб.

### Мова
Розподіл населення за рідною мовою за даними перепису 2001 року:
| Мова       | Відсоток |
| ---------- | -------- |
| українська | 65,45 %  |
| вірменська | 9,09 %   |
| молдовська | 3,64 %   |
| російська  | 1,82 %   |
| інші       | 20,00 %  |